# チャン・リーメイ
チャン・リーメイ（1982年2月2日 - ）は、日本で活動している女優、声優。エルアンドエル・ビクターエンタテインメント所属。神奈川県横浜市出身のハーフ（日本と台湾）。
旧名：豊原 里美（とよはら さとみ）。通称は"マト"。2005年12月2日に芸名を現在のものに改名しているが、中国語と台湾語が喋れるというわけではない。
声優としての主な代表作に『家庭教師ヒットマンREBORN!』（イーピン）などがある。

## 略歴

### 生い立ち
家族は何かを作ったり表現したりすることが好きであり、父はピアノ、フルートが好き、母は絵を描くこと、弟はピアノが趣味であり、芸術好きな一家だったという。
子供時代は人見知りをする子供だったという。最初になりたいと思ったのが、KONISHIKI、次はショベルカーだったという。
ピアノ、新体操、ヴァイオリン、そろばんといった習い事をしていたが、どれも「自分には向いていないなぁ」と感じていたことからその中で劣等生だったという。心のどこかに「自分に向いていることは絶対にあるはず」という思いはあり、小学3年生の時に突然「私は女優になるんだ」と思ったことがきっかけで職業としての女優を意識し始めた。
家族からの影響は大きいと語り、テレビは大河ドラマか世界名作劇場、教育テレビしか見せてくれず、当時流行していたゲームも一切してくれなかった。そのかわり、本をたくさん与えられ、クラシックのコンサートにもたくさん連れて行ってくれた。インドアだけではなく、島に行ってキャンプをしたり、自然の中にもたくさん連れて出してくれたという。
友人とは、学校も遠く帰ってからも習い事があったため、なかなか友人とは遊べなかった。転機は、小学3年生で夏休みに付けた絵日記を担任の教師が「よく書けているから」と、皆の前で朗読してくれて、その日記で、クラス中大爆笑になった。その後は周囲が何かが変わったのかもしれないという。それで皆が大笑いしているのを見て「人に笑ってもらうのって、こんなに楽しいことなんだ」と気づいた。その時から、自分がしたことで笑ってくれたり、書いたもので喜んでくれたりすることが自分の喜びになった。気がついたところクラスの盛り上げ役になっていたという。
中学1年生から高校2年生の5年間は演劇部に所属していた。はじめは照明、音響も兼務し、高校2年生になったら出演するほかに演出もするようになったという。演劇部ではオリジナルものが多かったが、あとは、元々ある作品をオリジナルに書き起こし上演したりしていた。その時は山本周五郎の『柳橋物語』、高校2年生で部長になった時は『夕鶴』などを上演しており、当時は、男役が多かったという。進路については、考えた末に、「勉強はどうしてもしなくてはいけないことではないんじゃないかな」という結論に至っており、選択肢としては演劇科のある大学に行くか、劇団に入団するか、事務所に所属するかという感じで、それ以外の選択肢はなかったという。両親は中学時代に演劇部に入部する時点で猛反対されており、それを押し切って入部したため、その当時から反抗期がはじまった、という風にとらえていたようであり、この進路も反抗期の延長だという。「大学には行っておいたほうがいい」と両親の思いもくみ、桐朋学園芸術短期大学演劇専攻に進学を決めたという。
進学後、基本的には「私は学校に向いていないんだな」と思った。授業はあまりおもしろくなく、型にはめられたことが正解とは、「それってあってる?」と思ってしまった。ただし、声の出し方などの技術的なことは、初めて本格的なプロの人物から教わることだったため、とても勉強になった。2年生になってから、芝居の実技は楽しく、組は、柴田光太郎の演出で芝居を作っていた。卒業後の進路はチャンも、周囲の友人も、「役者を志すなら最初は食べていけないのは当たり前だ」と思い、皆アルバイトしながら好きな演劇をしており、その後は漠然と「いつか何かが開けていくんだろう」と思っていた。
大学時代は芝居にも納得がいかず、先生の言っていることを100%理解している訳でもなくという感じであった。コンプレックスだけで、そんな風にもがいている最中だったため、将来のビジョンを見つけるところまでにも辿り着けていない感じであった。自分の演技に納得がいかない、というのは「表現しよう」としているところがダメだと思っており、あとは先生から「自分の中に起きていることが、自分の中で止まっちゃっているよ。だからもっとたくさんの人たちに波及していくようにならないとね」と指摘されていたことであった。そのことに気づいたのは声優を始めてからであり、それまでは自問自答しながら演じていたという。短大時代はどこか枠にはまってしまうような、どこかで聞いたことがあるような読み方しか知らず、このことを「それがつまらなかったんだな」と語る。

### キャリア
同学園芸術短期大学卒業後は劇団に入団したという思いもなく、ミュージカルをしたいなど、映像をしたいという方向も定まらず、養成所に入所する気もしておらず、という状態だったため、喫茶店のスタッフとしてアルバイト生活を始める。そのうちに「このままダメだから、オーディション受けようかな」と思うようになったところ試験会場で試験監督をしていた学校の先輩から舞台出演のオファーの電話がかかって来ていた。その人物が立ち上げた劇団の第1回公演に出てほしいと即答でOKして初めて舞台に出演し、その後、3年くらい、その劇団の芝居に出続けていた。その芝居には両親も観に来てくれて「おもしろかった」と言ってくれた。その頃には、両親もチャンが女優になることに腹をくくってくれていたことから素直に応援してくれていた。「芝居っておもしろいな」と単純に思い、今まで自分が知っていたおもしろさ以上の何かを感じることができた気がしたといい、この頃から、セリフをセリフだと思わなくなったという。
商業演劇の舞台に上がり感じていたことは、その枠の中でどう遊ぶかが大事だということであった。芝居は祭りだったことから、稽古でどう遊び、本番でどう爆発させるかそういうことを劇団の舞台に出演していた3年間で学んでいたという。
出演していた小劇場で得意分野の片言の女子アナ役を演じていたところ、客として観に来ていたセッテイング会社の関係者から勧められてオーディションを受けて『家庭教師ヒットマンREBORN!』のイーピン役で声優としても活動。
声の仕事はいきなり台本をくれて即アテレコという状態でスタジオの収録では、声優が20人くらい座っており、前にマイクが4本立っており、「はい本番!」問う状態であった。その時に「とにかく、なんとかしなくちゃ」と思い、隣にいた声優に色々質問しながら必死であったという。台本も見なくてはいけず、マイクにも入らなくてはいけず、絵も見なければいけず、声優は「なんて器用なんだろう!」と思ったという。
アニメの仕事をさせくれるようになり、アニメを見るようになった。こういう部分も含めて、色々な瞬間に「声優」という名前で「お仕事をさせれいただいているんだ」、と意識するようになった。例えば、舞台の顔合わせで本を読みをする時に「…」というト書きに思わず息を入れたくなってしまったり、「私、声優になったのかな」と、実感しているという。
2005年からは、BIGLOBEのトラックバック・オーライというブログとストリーミングを利用した新感覚のイベントに、当時所属していたサムライムの金井アヤとともに参加した。北海道の全支庁を制限時間内に訪れることができれば賞金がもらえるという設定であったものの、訪れる順番はルーレットにより決定するため、制限時間内に訪れることはできなかった。しかし、この失敗はトラックバック・オーライという企画が、第二弾・第三弾と続くきっかけになった。
第二弾は、BIGLOBE社員や旅好きのブロガーを交えての全国的な陣取り合戦に発展した。県の面積をポイントに換算し、制限時間内にどれくらい多くのポイントを稼げるかというものだった。各参加者は逐一自分のブログで状況を報告しあった。
第三弾は、徳川葵があらたにメンバーに加わりインテルのデジタルホームについての突撃取材を行った。このデジタルホーム開眼企画の中で豊原里美が監督・脚本、金井アヤが美術を担当し実質15時間で『12月25日』というショートムービーを制作した。
第四弾は、杉山めぐみとコンビを組み、BIGLOBE10周年記念企画「廻る廻る日本の“十（じゅう）”」として、名前に「十」を含む駅を制限時間内に訪れる旅に挑戦した。
2010年より『MATOMANIA』のヴォーカリストとしてアーティスト活動も始動。オリジナルの作詞・作曲も手がける。
またヒーリングなどを実践。
ロマゾフィー協会の総師範を務めていたが、同協会の代表者夫婦の逮捕を受け、2010年9月中に当面の芸能活動自粛を発表した。
同事件に関しては、協会主催夫妻以外の全ての会員は被害者であるという警察の認識の下、捜査を終了している。
一部の仕事を2010年12月に解禁し、2011年全ての業務を再開した。

## 人物

### 特色
舞台の仕事と声優の仕事で、切り替えていることはアニメの仕事の場合は、テンションも高めにして、「ちょっとやりすぎたほうがいいかな」と思っている。芝居は実物で、声だけではなく表情、目の動き、声の大きさと全身で表現をする分、「加減をつけなくちゃいけない」と思ったという。
オーディションの時に、気をつけていることはなるべく、その役に近づけるようにしている。あとは、「私に合っているか、合ってないか」であるため、型にはめる必要のない部分で、自分なりの遊びを大事にしているという。
芝居をするうえで工夫していることは演技をするようになり、「素敵だな」と思う女優、声優の芝居をとりあえず真似してみることは、「大事だなあ」と思うようになった。呼吸、間が分かり、不思議とコツが分かるようになってくるという。よく、桃井かおりの真似をしていたという。よく竹内順子と一緒にするが、竹内の演じる中のことが勉強になるという。

### 趣味・嗜好
プロレス観戦が趣味でドラディションを好んで観戦している。
特技は歌、ピアノ、絵、アクション、お料理。英国認定オーラソーマプラクティショナーの資格を有す。
高校時代は芥川龍之介、谷崎潤一郎など日本の文学作品が好きであった。村上春樹、山田詠美など、書店で平積になっているような本は、ほぼ全部読んではいたが、好きだったのは純文学で、通学中に電車でゆっくりと読むのが好きであったという。本の影響もあり、随分硬派な考え方をする高校生だったと語り、人生についても深く考え込んだりしていた。そういう根本的な部分は、2011年時点も残っていると語り、芝居においても役立っていると語る。

## 代役
芸能活動自粛時の代役は以下の通り。
- 金田アキ（遊☆戯☆王5D's：カーリー渚役）

## 出演作品

### テレビアニメ
- 家庭教師ヒットマンREBORN!（イーピン、2006年-2010年）
- 遊☆戯☆王5D's（カーリー渚（初代）、2008年）
- 宙のまにまに（羽鳥晴子、2009年）

### OVA
- 家庭教師ヒットマンREBORN! ジャンプスーパーアニメツアー2009 ボンゴレ式修学旅行、来る! THE COMPLETE MEMORIAL（イーピン）

### ゲーム
- 家庭教師ヒットマンREBORN!DS 死ぬ気MAX! ボンゴレカーニバル
- 家庭教師ヒットマンREBORN! ドリームハイパーバトル! 死ぬ気の炎と黒き記憶
- 家庭教師ヒットマンREBORN!Let's暗殺!? 狙われた10代目!
- 家庭教師ヒットマンREBORN!DS フレイムランブル 骸強襲
- 家庭教師ヒットマンREBORN! ドリームハイパーバトル!Wii
- 家庭教師ヒットマンREBORN!DS ボンゴレ式対戦バトルすごろく
- 家庭教師ヒットマンREBORN!DS フェイトオブヒート 炎の運命
- SIREN:New Translation（河辺幸江）
- 牧場物語 ようこそ!風のバザールへ（カゲツ、赤ちゃん）
- 遊☆戯☆王ファイブディーズ タッグフォース4（カーリー渚）
- 遊☆戯☆王ファイブディーズ タッグフォース5（カーリー渚）
- 遊☆戯☆王5D's Duel Transer（カーリー渚）
- 遊☆戯☆王ゼアル デュエルターミナル（カーリー渚）

### Vシネマ
- ヒロイン危機一髪!!勇者戦隊 ブレイブレンジャー
- スケバンファイター2ND STRUGGLE
- スケバンファイター2ND INTRIGUE
- Hazard Angel Darkness
- Hazard Angel Crimson
- Hazard Saga

### 映画
- Angel.（2005年、角一彦監督）
- 12月25日（2005年 豊原里美監督・脚本）
- カキア 〜kakia〜（2006年 船迫誠監督）

### イメージDVD
- ビリーブ（2004年9月24日、BNS）
- lady lady（2005年1月28日、i-cf）

### 舞台
- ハイバイ『ヒッキー・カンクーントルネード』（2003年）
- ハイバイ『ヒッキー・エンゲキリョウホウ』（2003年）
- ハイバイ『ひどい稽古場』（2003年）
- ラフカット『ラフカット2003 ファイナリスト』（2003年）
- ハイバイ『とっとこハムレット！』（2004年）
- 東京スウィカ『夕焼けの丘写真館』（2004年）
- ハイバイ『五月のマリ』（2004年）
- ハイバイ『加納の鼻』（2004年）
- ハイバイ『クライオー・クライオー』（2005年）
- G2プロデュース『キャンディーズ』（2005年）
- ハイバイ『ポンポンお前の自意識に小刻みに振りたくなるんだポンポン』（2005年）
- ハイバイ『ヒッキー・カンクーンエンゲキリョウホウ』（2006年）
- KOYA-MAP『愛の讃歌』（2006年）
- ハイバイ『無外流、津川吾郎』（2006年）
- ハイリンド『法王庁の避妊法』（2007年）
- S×Sプロデュース『SMILE』（2009年）
- S×Sプロデュース『SPIRIT』（2010年）
- ハイバイ『ヒッキー・カンクーントルネードの旅』（2010年）
- S×Sプロデュースvol.5『SHUFFLE』(2010年8月,シアターサンモール)
- ニコニコミュージカル『ニコニコニーコ』（2011年3月17日 - 27日、シアターグリーン）
- パルコ・プロデュース「ヒッキー・ソトニデテミターノ」（2012年10月4日-14日、パルコ劇場）

### テレビドラマ
- 終電バイバイ 第9話（2013年3月11日、TBS、竹橋役）

### インターネットテレビ
- トラックバック・オーライ（2005 - 2006年、BIGLOBEストリーム）

### その他のテレビ番組
- 情報新惑星 （BS日テレ）
- CLUB104（BS朝日）

### ドラマCD
- CDノベル 愛の武将・直江兼続（愛）

## ディスコグラフィ
- Active Planets 1st ALBUM 『AMASIA』(ホビレコード)
  - 2009年4月26日発売
  - Sky High
    - 作詞：愛羽薫 / 作曲・編曲：Tatsh